# Czarny Piotruś (postać Disneya)

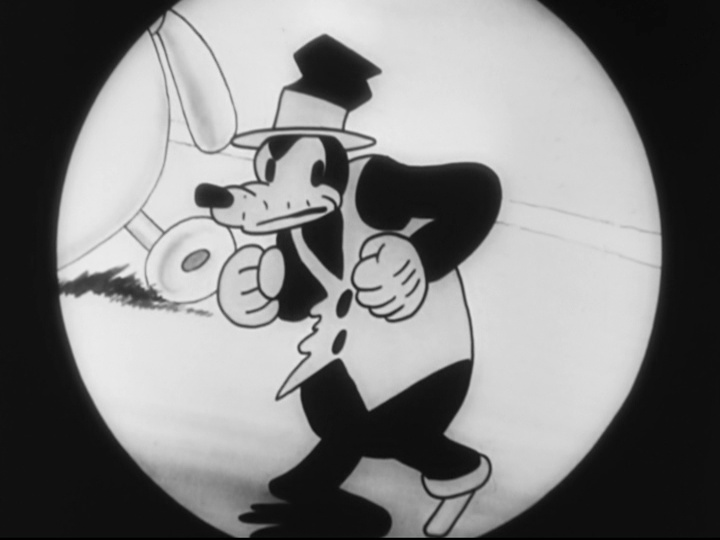
Czarny Piotruś (1927).

Czarny Piotruś (Pit, Pat, Burak, Pete, Piotruś, Kocur Barnaba oryg. ang. Peg-Leg Pete) – postać fikcyjna, czarny charakter z disneyowskich filmów i komiksów.
W pierwszych filmach pełnił rolę na przykład konduktora. W komiksach pierwszy raz pojawił się w 1930 w cyklu pasków Mickey Mouse In Death Valley, w którym zostali wprowadzeni też Chytrus, Horacy i Klarabella.
Czarny Piotruś ma czarną sierść, uwielbia jeść, przez co jest otyły. Jest zażartym wrogiem Myszki Miki, ale w niektórych komiksach współpracuje z nim – zawsze jednak ma do tego wyraźne powody. Czasami jego partnerem jest jego krewny Knuj. Jest także niezbyt rozgarnięty – kiedy chodził do szkoły w Chomikowie, pięć razy powtarzał pierwszą klasę. Jednym z jego marzeń jest życie na Dzikim Zachodzie, gdzie żyją nieuczciwi rabusie i kowboje. Można tam strzelać z pistoletu i rabować bez końca. W niektórych komiksach można zaobserwować, że pragnie także władzy nad światem.
Zocha (Bulwa, Trudy, ang. Trudy), zależnie od scenarzysty danego komiksu żona lub dziewczyna Piotrusia, została stworzona przez Romano Scarpę w 1960 roku. W Polsce zanotowano 28 występów Zochy, najwięcej w pismach „Donald i spółka” i „MegaGiga”. Jest ona partnerką Czarnego Piotrusia i zarazem jego wspólniczką, dużej postury prawdopodobnie kocicą. Często pomaga mu w wypełnianiu jego niecnych planów oraz opiekuje się domem. Często pełni rolę „podjudzacza” do przestępstw, np. wtedy, gdy życzyła sobie złota i brylantów, kiedy Czarny Piotruś posiadł moce Władcy Maszyn. Zocha potrafi też skłamać, aby obronić dobre imię swoje lub partnera.